# ハマ (王妃)
ハマ（アッカド語: 、Ḫamâ）は、古代メソポタミア地方にあった新アッシリア帝国の王妃であり、シャルマネセル4世（在位：前783年-前773年）の正妃。
ハマについて明らかにできる史料はほとんど無く、彼女についての情報の大部分は彼女の遺骨とそれが埋葬されていた青銅製の棺の副葬品の研究によって得られたものである。これらは1988年に研究者によって発見されたが、確実にハマのものだと特定されたのは2017年になってからである。ハマの遺骨から、彼女が若くして亡くなったことがわかる。死亡時には18歳から20歳の間であり、歯肉炎、歯垢、慢性副鼻腔炎などいくつもの健康上の問題に苦しんでいた。
死後、ハマはアッシリアの首都ニムルドの他の王妃たちの墓の中に埋葬された。彼女の棺は大きな墓の入り口で発見されたが、これは最終的な埋葬予定場所ではなく彼女が若くして死亡し適切な墓地の準備が間に合わなかったための一時的な仮置きを意図したものであったのかもしれない。ハマは、多量の黄金製品を含む、この王墓群の中で最も荘厳な宝物と共に埋葬された。これらの黄金製品の中で、現代の歴史学者たちから最も注目を受けているものは、（ネックレス状の）彼女の印章と王冠である。

## 生涯

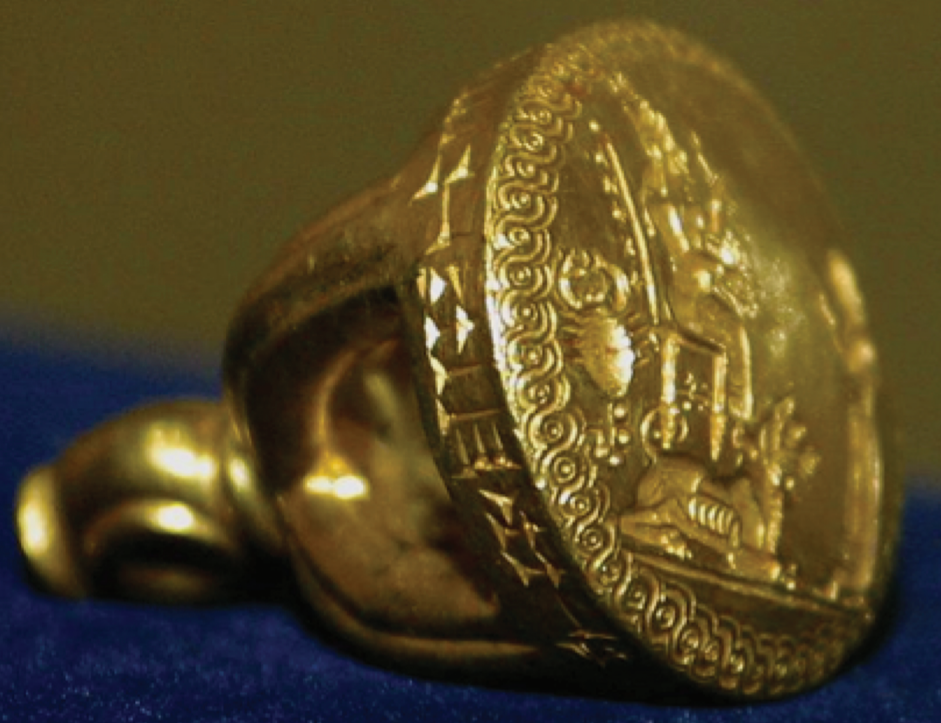
ハマの印章の側面

ハマ（アッカド語ではḪamâ）という名前が他にアッシリアの個人名として用いられている例は知られていない。語源的にはアッカド語のḫamû（自信を持つ）またはセム語のʿm(m)（親族）に由来すると見做し得るため、この名前はニックネームであった可能性がある。彼女の墓以外にハマの名を特定できる史料は存在しない。
ハマの遺骨の特徴から、彼女が3歳から6歳の間のいずれかの時点で深刻な外傷または病を経験したことがわかる。彼女の右の脛骨にある発育阻止線（growth arrest lines）の特徴は、骨細胞の成長が一時的に停止したことを示しており、同様に、彼女の複数の歯にエナメル質形成不全が見られることは、彼女が幼少時にストレスを経験したことを示す。何がこのストレスと成長不全を引き起こしたのかを特定することは不可能であるが、ホルモンや栄養の欠乏、感染症やできものなどが考えられる。原因が何であれ、彼女はそれを乗り越えて比較的通常の生活を送っていた。

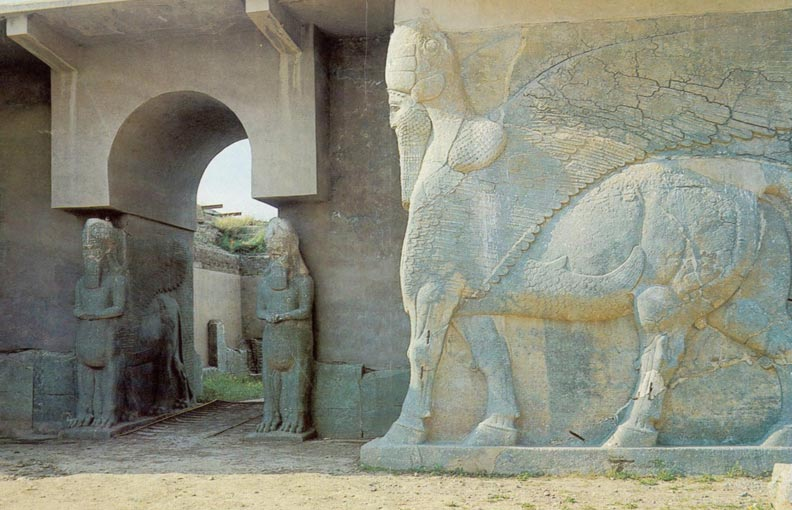
ニムルドの北西宮殿の入り口の遺構の1つ。2015年にISILによって破壊された。

シャルマネセル4世の父アダド・ニラリ3世（在位：前811年-前783年）の治世中の碑文において、アダド・ニラリ3世の義理の娘について言及されていることから、ハマはシャルマネセル4世（在位：前783年-前773年）が王となる前に結婚していたことがわかる。シャルマネセル4世の統治した時代のアッシリアは残存史料が少なく、わからないことが多い。当時、新アッシリア帝国は衰退の時代に向かっていたと考えられており、高官たちの力が王よりも相対的に強くなっていき、また、アッシリアの敵国はより強大化していた。この時代の史料の数が少ないことに加えて、アッシリアの文書が一般的に王妃たちに言及する際に名前ではなく称号（このことはある文書内においてどの王妃が言及されているのかを確定することを困難にしている）を用いているために、ハマと彼女の生涯についての歴史的情報は極めて乏しい。彼女に言及し、かつ、確実に年代を特定できる文書はただ一つしかない。これは前779年の法的文書であり、この中で証人として王妃の使用人、王妃の家令（household overseer）、そして王妃の革細工師が並べられている。王妃の村の管理者と羊飼いに言及する別の文書はハマの時代のものである可能性があるが、年名が損傷しており、前793年か前773年のいずれのものであるか、不明確である。
ハマは小柄であり、身長はおよそ157.5センチメートルであった。彼女は人生を通じて歯や鼻などのこまごまとした健康上の問題に苦しんでいた。これらの問題には歯肉炎、歯垢、慢性副鼻腔炎などがあった。なお、これらの疾病は特に深刻なものではなく、メソポタミアではかなり一般的なものであった。
ハマは王妃時代にはニムルドの北西宮殿で生活していた。ニムルドはアッシュル・ナツィルパル2世（在位：前883年-前859年）の治世にアッシリアの首都となり、北西宮殿も建設された。この大宮殿は大きな丘の上に位置しており、ニムルド市全体を見渡すことができた。ハマは夫の治世中またはその終了直後に死亡したに違いない。彼女は死亡時非常に若く、18歳から20歳の間であったため、彼女が夫の治世中に死亡した可能性は高い（彼女の結婚時の年齢を説明付けるため）。彼女の遺骨からは死因についての情報を得ることはできない。

## 遺産

### 埋葬

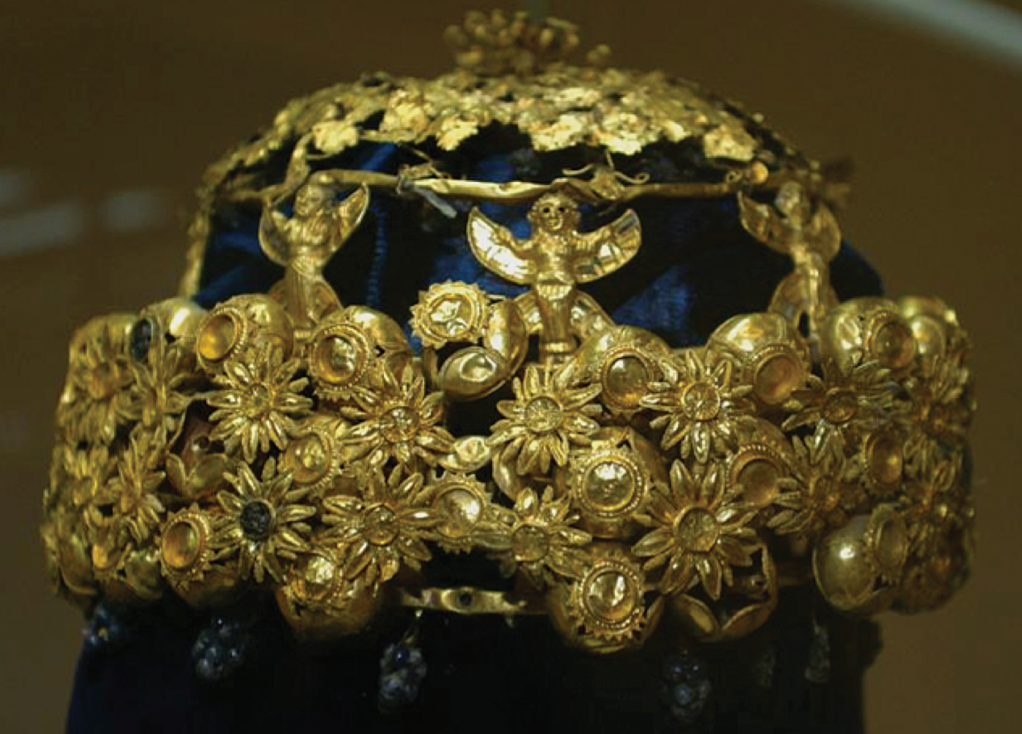
ハマの黄金の王冠。彼女が身に着けていた

ハマはニムルドの北西宮殿内に埋葬された。彼女はこの宮殿の居住区画の床下にあるアーチ型天井の部屋の中に、他の王妃たちの墓群と並んで埋葬された。この墓群は意図的に王妃の生前に建設された。アッシュル・ナツィルパル2世とその息子シャルマネセル3世（在位：859年-前824年）の治世に建設が始まり、サルゴン2世（在位：前722年前705年）の治世まで使用され、彼の王妃アタリヤがここに埋葬された。王妃たちがアッシュル市（帝国の儀式的・宗教的な首都）に夫たちと共に埋葬されるのではなく北西宮殿の床下の密閉された空間に埋葬されたのは、敬意の欠如を意味するものではない。古代のメソポタミアでは、祖先を家の床下に埋葬するのが一般的であった。王妃たちを宮殿に埋葬したことは、彼女たちの称号（宮廷夫人）と王宮内での生活の長としての役割を反映している。
ハマは青銅の棺に埋葬された。この棺は、アッシュル・ナツィルパル2世の王妃ムリッス・ムカンニシャト・ニヌアの石棺が格納された間の前室（入口）の東壁に置かれた状態で発見された。だが、この棺が元々ここに置かれていたのか、それとも後に移動されたのかを確定することは不可能である。しかし、どちらにせよ、ハマの棺がムリッス・ムカンニシャト・ニヌアの墓の入り口を部分的に塞いでしまっていることから、この場所は最終的な設置場所として意図されたものではなかったことであろう。ハマが若くして死亡したことは、その死が突然のものであったことを示唆するものであり、それが彼女が石製のサルコファガス（石棺。幾人かの王妃はこれに埋葬された）ではなく青銅の棺に埋葬されたことと、その安置場所が奇妙であること（既存のアーチ型天井の埋葬室が既に占有されている中で、新しい墓が建設されるまでの一時的な置き場所であることを意図した）の理由であるかもしれない 。
ハマは、これらの王宮墓群から見つかった遺体の中でも最も荘厳な宝物の一部と共に埋葬され 、その存在感と重要性がうかがわれる。これらの中で最も有名なのは黄金の冠（葉、有翼の女精霊、ブドウ、花の形状で飾られている）である。また、この王冠の傍らには、大量の宝石類とカップ、金箔、ブローチ、指輪、アンクレット、ブレスレット、容器、ポットのような様々な金製品があった。ある金のペンダントはハマの首に置かれており、スタンプ印章として使用できるようになっていた。これには「アッシリア王シャルマネセルの王妃、アダド・ニラリの義娘、ハマのもの」と読める楔形文字文書が刻まれている。この印章に描かれているハマは恐らくムリッスまたはグラと思われる女神の正面に立ち拝礼をしている。この王冠、指輪、ブレスレット、その他の装飾品は埋葬時に彼女が身に着けていたものであり、彼女は膝を折って横向きに埋葬されたものと見られる。また、彼女の埋葬は急死と準備不足のために急いで行われたものであったかもしれない。このことは副葬品が印章、王の戦いの場面を描いた金製のカップなど、通常とは異なる種別ものであることによって示されている。宮廷の官吏たちは大急ぎで入手可能なものをかき集めたのであろう。
ある時点で、別の青銅の棺が何らかの理由でハマの棺の上に置かれた。ハマの棺から発見された遺骨には6歳から12歳の子供の骸骨も含まれているが、これらの遺骨は破片と肋骨1本だけしか残されていないため、ハマの埋葬と同時に納められた可能性は低い。この骨は現代の学者によって誤って追加されたものである可能性がある。ハマの棺に由来する遺骨にはハマの遺骨に欠如した部位の成人男性と成人女性（異なる個人の）の遺骨が含まれている。これは研究者たちが彼女の遺骨と考えて誤って付加したものであり、同様にこの子供の骨が誤って追加された可能性がないとは限らない。

### 現代の研究
ハマの墓とその他の王妃たちの墓は、1980年代後半にイラク考古省によって行われたニムルドのアッシュル・ナツィルパル2世の北西宮殿の発掘調査中に発見された 。1988年に北西宮殿の居住区画を発掘していた際、床の凹凸が現れその下から墓室が発見された。これらの墓は1988年から1990年にかけて発掘調査された。これらの王墓は大量の壮大な宝物から大発見であることがすぐに認識されたが、湾岸戦争（1991年）のために影に追いやられ、以降の科学的な研究は遅々たるものとなった。全ての遺体と墓を碑文によって関連付けることができないため、これらの墓から発見された二十余名の個人は未だに特定されていない。これらの遺体は4つの異なる間（chamber）にあり、3つの青銅の棺、2つの粘土の棺、そして3つの石製サルコファガス（複数の棺が複数の遺体を収容）に埋葬されていた。これらの墓が1988年-1990年に発掘された時、考古学者たちは全ての遺骨をビニール袋に入れ、それぞれに棺またはサルコファガスのラベルを付けた。ビニール袋はモースル博物館に収納され、脆い遺骨がさらに劣化するリスクを軽減するために樹脂コーティングを施されて10年間にわたって保存された。彼女は青銅の棺に埋葬されていたため腐敗中に銅イオンに晒されることとなり、ハマの遺骨は緑色に染まっていた。王妃たちについて述べる文書的史料の欠如のため、アッシリア王妃たちの時系列は歴史学者にあまり知られていない。ハマはその名がともかくも知られている数少ない王妃の1人である。
ハマの遺骨を納めた青銅の棺（Bronze Coffin 2として識別されている）は他の墓と共に1980年代に発見され、彼女の名前が刻まれたペンダントが見つかり、翻訳された。ハマは2017年に歴史学者トレーシー・L・スパリアー（Tracy L. Spurrier）が主として棺の内容物に関する以前の報告の相互参照（cross-referencing）に基づいて考古学的、骨格的、文書的な研究を行うまでこの棺に埋葬された王妃として確実に特定されていなかった。
青銅の棺（Bronze Coffin 2）から発見された骨が異なる個々人の遺骨の寄せ集めと（他の多くの棺と同様に）誤って推定されたため、ペンダントの重要性はスパリアーの研究まで本格的に注目されなかった。2015年、歴史学者ヤスミナ・ウィックス（Yasmina Wicks）はCoffin 2がハマの棺であると特定することにさえ反対した。彼女はペンダントに刻まれている人物とそれを身に着ける人物を共に埋葬する必然性はなく、このペンダントが十分に強力な証拠だとは考えなかった。スパリアーは王冠の存在や様々な副葬品（王族としての地位を示す）の存在と、他の王妃たちの墓の配置を通じてこの遺骨がハマのものであるという彼女の見解を強化した。さらに、スパリアーは印章のペンダントは務めて個人的な品物であることを指摘した。また、Coffin 2には他にも碑文を含む遺物、アダド・ニラリ3世の従者である宦官ニヌルタ・イディヤ・シュクシド（Ninurta-idīya-šukšid）の印章があった。しかし、遺骨が若い女性のものであったため、この宦官の遺骨であるという可能性は排除された。恐らくこの宦官の印章は葬儀の際の贈り物（a funerary gift）である。
Coffin 2の女性の遺骨が再埋葬された可能性があり、元来はどこか別の場所に葬られていた可能性があるという説は、骨が緑色に変色していることから、遺体が腐敗過程の全期間を通じてこの青銅の棺の中にあったことが示されていることと、装飾品（王冠、ネックレス、ブレスレット等）が着用位置と対応する場所にあったことから、スパリアーによって否定された。マクガイア・ギブソン（McGuire Gibson）、デーヴィッド・クルタイ（David Kertai）、エッカート・フラフム（Eckart Frahm）、フランシス・ピノック（Frances Pinnock）のような他のアッシリア学者たちは、スパリアーによる遺骨の特定が説得力のあるものであるとしている。彼女の研究に関連して、スパリアーはトロント大学のロバーツ図書館で「Finding Hama: On the Identification of a Forgotten Queen Buried in the Nimrud Tombs.」（『ハマの発見：ニムルドの墓に葬られた、忘れ去られた女王の特定』）という小さな展示を企画した。この展示によって彼女は図書館資源の有効利用を評価され、トロント大学のGraduate Student Exhibition Awardを受賞した。
ハマの青銅の棺を含む北西宮殿の一部は2015年にISILの戦闘員によって樽爆弾を使用して破壊された。モースル博物館も同様に攻撃され、ハマの遺骨と副葬品の状態は未だ不明である。スパリアーによれば、遺骨は1990年代にイラク博物館で袋（bag）に入れられていたことが最後に報告されている。また、黄金の王冠はアメリカ軍によって2003年に撮影されている。しかし、2019年の時点では、ハマの副葬品がなおもこれらの博物館に収蔵されているという確証を彼女は得られなかったという。